# Bachtyar Ali

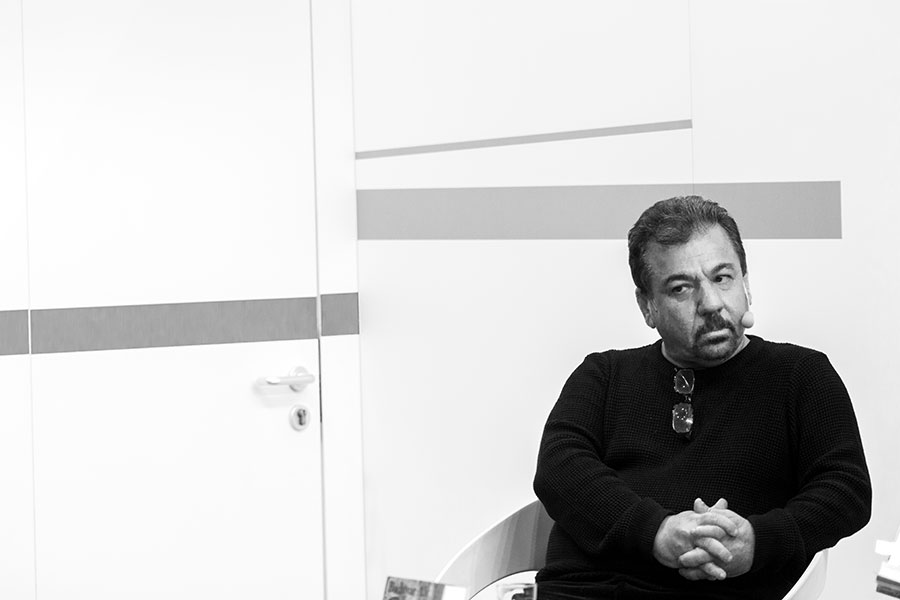
Bachtyar Ali auf der Frankfurter Buchmesse 2017

Bachtyar Ali (arabisch بەختیار عەلی; auch Bakhtiyar Ali oder Bakhtyar Ali; * 8. August 1966 in Sulaimaniyya im irakischen Kurdistan) ist ein irakischer Schriftsteller kurdischer Herkunft. Er ist Prosaautor, Lyriker und Literaturkritiker und lebt in Köln.

## Leben
Bachtyar Ali geriet in den 1980er Jahren mit der Diktatur Saddam Husseins in Konflikt. Er wurde 1983 bei einem gegen die Baath-Partei gerichteten Studenten-Protest verletzt; danach brach er sein Geologiestudium ab und widmete sich der Literatur. Sein erster Gedichtband Gunah w Karnaval (Sünde und Karneval) erschien 1992. Seit Mitte der 1990er Jahre lebt er in Deutschland. Bachtyar Ali Muhammed spricht kurdisch, arabisch, persisch, deutsch und englisch.
Durch die Übersetzung des Romans Der letzte Granatapfel gelang dem Autor der Durchbruch in der deutschsprachigen Literatur. Dieses Werk gilt als der erste ins Deutsche übersetzte kurdisch-irakische Roman; es wurde von Rawezh Salim und Ute Cantera-Lang ins Deutsche übersetzt. Der Roman wurde auf der SWR-Bestenliste im Juli/August 2016 auf Platz 7 und auf der LITPROM-Bestenliste im Herbst 2016 auf Platz 1 geführt.

## Auszeichnungen
- 2017: Nelly-Sachs-Preis[6]
- 2023: Hilde-Domin-Preis für Literatur im Exil

## Werke

### Romane
Seine Romane werden dem magischen Realismus zugerechnet. Eine Auswahl:
- Duwahamin Henari Dunya. 2002.
  - deutsch: Der letzte Granatapfel. Aus dem Kurdischen (Sorani) von Ute Cantera-Lang und Rawezh Salim. Unionsverlag, Zürich 2016, ISBN 978-3-293-20769-1.
- Ghezelnus u Baxekani Xeyal. 2008 (englisch: I Stared at the Night of the City. 2016).
- Schar i Moseqare Speakan.
  - deutsch: Die Stadt der weißen Musiker. Aus dem Kurdischen (Sorani) von Peschawa Fatah und Hans-Ulrich Müller-Schwefe. Unionsverlag, Zürich 2017, ISBN 978-3-293-40986-6.
- Ewaray Parwana 1997.
  - deutsch: Perwanas Abend. Aus dem Kurdischen (Sorani) von Ute Cantera-Lang und Rawezh Salim. Unionsverlag, Zürich 2019, ISBN 978-3-293-00553-2.
- Cemşîd Xany Mamim: Ke Hemîşe Ba Legel Xoyda Deybird. 2010.
  - deutsch: Mein Onkel, den der Wind mitnahm. Aus dem Kurdischen (Sorani) von Ute Cantera-Lang und Rawezh Salim, Unionsverlag, Zürich 2021, ISBN 978-3-293-00571-6.[7]
- Koshki Balnde Xamginagakan. 2004
  - deutsch: Die Herrin der Vögel. Aus dem Kurdischen (Sorani) von Ute Cantera-Lang und Rawezh Salim, Unionsverlag, Zürich 2024,  ISBN 978-3-293-00614-0[8]

### Essays
- Diwa Xendey Dîktator. 2020.
  - deutsch: Das Lächeln des Diktators. Aus dem Kurdischen von Ute Cantera-Lang und Rawezh Salim. Unionsverlag, Zürich 2022, ISBN 978-3-293-00614-0.

### Drehbücher
- Shewi Hisab (Night of Jagment/Night of the Judgement) (Drehbuch mit Hussain Sewdin). Iran/Niederlande/Irak 2011, Sprache: Kurdisch (Sorani). Regie: Hussain Sewdin[9]